# Александров, Максим Леонидович
Максим Леонидович Александров (род. 1939) — член-корреспондент АН СССР (1987), член-корреспондент РАН (1991).
Родился 26 мая 1939 года.
В 1962 году — окончил МАИ.
С 1964 г. научный сотрудник, в 1986-1994 гг. директор Института аналитического приборостроения РАН.
Доктор физико-математических наук, профессор. Главные направления научной деятельности: теоретические, экспериментальные и технические основы научного приборостроения.
С 1990 г. главный редактор журнала «Научное приборостроение». 